# Infračervené záření

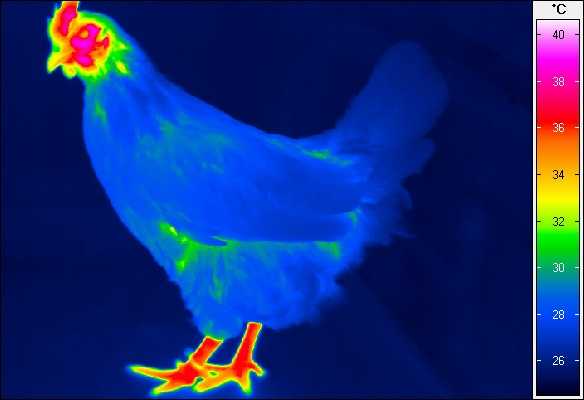
Infračervený snímek slepice v nepravých barvách spolu s teplotní škálou („tepelné záření“)

Infračervené záření (také IR, z anglického infrared) je elektromagnetické záření s vlnovou délkou větší než viditelné světlo, ale menší než mikrovlnné záření. Název značí „pod červenou“ (z latiny infra = „pod“). Infračervené záření zabírá ve spektru 3 dekády a má vlnovou délku mezi 760 nm a 1 mm, resp. energii fotonů mezi 0,0012 a 1,63 eV.

## Rozdělení
Infračervené záření se dále dělí na jednotlivá pásma. Toto dělení ovšem není jednoznačně dané. Jedno schéma je například toto:
- blízké (near) infračervené záření neboli NIR

IR-A podle normy DIN, vlnová délka 0,76–1,4 µm, definováno podle vodní absorpce; často používané v telekomunikacích optických vláken
- IR krátké vlnové délky (short wave) neboli SWIR

IR-B podle DIN, vlnová délka 1,4–3 µm, při 1450 nm značně roste vodní absorpce
- IR střední vlnové délky (medium wave) neboli MWIR

IR-C podle DIN, též prostřední (intermediate-IR neboli IIR), 3–8 µm
- IR dlouhé vlnové délky (long wave) neboli LWIR

IR-C podle DIN, 8–15 µm
- vzdálené (far) infračervené záření neboli FIR

15–1000 µm
Další často používané rozdělení je toto:
- blízké (0,76–5 µm)
- střední (5–30 µm)
- dlouhé (30–1000 µm)

Pásmu mezi 100 µm a 1 mm se říká také submilimetrové vlny nebo terahertzové záření.

## Tepelné záření
Infračervené záření je často považováno za „tepelné záření“, avšak faktem je, že povrchy těles zahřívá absorpce libovolného elektromagnetického záření. IR záření zapříčiňuje pouze přibližně 50 % zahřívání zemského povrchu, zbytek je způsoben viditelným světlem.[zdroj⁠?!] Je však pravdou, že objekty při pokojové teplotě emitují nejvíce záření v infračerveném pásmu 8–12 µm.

## Aplikace

### Komunikace
Infračervené záření se používá pro přenos informací na krátkou vzdálenost, nejčastěji podle standardu IrDA. Příkladem mohou být mobilní telefony s infračerveným portem či dálkové ovladače. Infračervené záření v nich vysílají LED.

#### Telekomunikační pásma
Pro účely optické komunikace se IR záření dělí takto:
- O-pásmo 1260–1360 nm, f = 238–220 THz
- E-pásmo 1360–1460 nm, f = 220–206 THz
- S-pásmo 1460–1530 nm, f = 206–196 THz
- C-pásmo 1530–1565 nm, f = 196–191 THz
- L-pásmo 1565–1625 nm, f = 191–185 THz
- U-pásmo 1625–1675 nm, f = 185–179 THz

### Spektroskopie
Infračervená spektroskopie je spektroskopická metoda analytické chemie patřící mezi metody elektromagnetické spektroskopie. Je to jak kvalitativní metoda , která poskytuje velice přesnou identifikaci izolované látky, tak ji lze využít i pro kvantitativní analýzu směsi.

## Země jako vysílač infračerveného záření
Zemský povrch absorbuje viditelné záření ze Slunce a vyzařuje mnoho energie jako infračervené záření skrze atmosféru zpět do vesmíru. Některé plyny v atmosféře, zejména vodní pára, absorbují toto infračervené záření a vyzařují je zpět ve všech směrech včetně zpět k povrchu Země. Tento takzvaný skleníkový efekt udržuje atmosféru a zemský povrch o 33 °C teplejší, než kdyby plyny pohlcující infračervené záření nebyly v atmosféře přítomny.

## Příčina vymírání na konci křídy
Podle odborné studie z roku 2004 nastalo v prvních několika hodinách po dopadu meteoritu k hromadnému "zabíjení" všech nechráněných suchozemských tvorů, kteří se nemohli schovat pod zem (do nor, doupat, skalisek, puklin, apod.) nebo do vody. Důvodem bylo globální tepelné infračervené záření, vytvářené zahřátím vyvržených částeček z místa dopadu (impaktních sférulí), jenž se v ohromných počtech vracely po balistické křivce do nižších vrstev atmosféry. Teplota při povrchu se pak mohla na dobu desítek minut až několika hodin zvýšit asi na 100 až 260 °C, mohlo se tedy jednat o nejvýznamnější faktor pro hromadné vymírání na konci křídy před 66 miliony let.